# Juanjo Sáez
Juanjo Sáez   (Barcelona, 30 d'abril de 1972) és un il·lustrador i creador d'historietes.

## Biografia
Va néixer al barri de La Sagrera. Va estudiar art, disseny i pintura a l'Escola Massana, i durant els anys 90 va començar a col·laborar en fanzines com a dibuixant i il·lustrador. D'aquí, va passar a col·laborar a la revista musical Rockdelux, així com en altres revistes de caràcter cultural i de tendències. En altres mitjans, ha col·laborar al suplement La Luna de El Mundo, a la revista Qué Leer, i al diari El Periódico de Catalunya.
Mentre anava fent la seva carrera com a creador de vinyetes, va fer diversos treballs de disseny i publicitaris, i va aconseguir crear el seu propi estudi, Familiares de Juanjo Sáez, al barri del Raval de Barcelona. Ha arribat a fer treballs per la Nike (amb motiu del Trofeu Comte de Godó) i per Estrella Damm. Pel que fa a la seva pròpia obra artística, ha publicat diversos còmics. Les seves primeres obres van ser Dentro del sombrero i Buenos tiempos para la muerte, i més tard, a l'editorial Mondadori, va publicar Viviendo del cuento (2004), El Arte, conversaciones imaginarias con mi madre (2006) i Yo, otro libro egocéntrico (2010).
El 2009 va col·laborar amb el grup Los Planetas en la publicació d'un còmic per al seu disc Principios básicos de astronomía, i va realitzar la seva primera sèrie de televisió, Arròs covat, que va emètre's pel canal 33 de la Televisió de Catalunya i que va obtenir un Premi Ondas l'any 2010. Aquell mateix any va editar un llibre en castellà amb el guió de la sèrie i va començar a col·laborar al diari ARA.
El 2018 es va emetre la segona sèrie seua a TV3, Heavies tendres. En 2019 va entrar a col·laborar amb el programa Estat de Gràcia, en Catalunya Ràdio.

## Obra
- Sáez, Juanjo. Dentro del sombrero. Madrid: Kokinos, 2001
- Sáez, Juanjo. Viviendo del cuento. Barcelona: Mondadori, 2004
- Sáez, Juanjo. El arte, conversaciones imaginarias con mi madre. Barcelona: Mondadori, 2005
- Sáez, Juanjo. Nada. Barcelona: Morsa, 2007
- Sáez, Juanjo. Buenos tiempos para la muerte. Barcelona: Morsa, 2008
- Sáez, Juanjo. Yo, otro libro egocéntrico. Barcelona: Mondadori, 2009
- Sáez, Juanjo. Crisis de ansiedad. Barcelona: Mondadori, 2013[7]
- Sáez, Juanjo. Hit emocional. Madrid: Sexto piso, 2015